# Misjaren
De Misjaren, ook (verouderd) Mesjerjaken of Mesjtsjerjaken (Russisch: мишари́, misjari, Tataars: мишәрләр, mişärlär) zijn een subethnos van de Wolga-Tataren. Ze spreken een westelijk dialect, ook wel het Misjaren-dialect genoemd, van het Tataars. Net als de Kalmukken, Teptjaren, Basjkieren en Krim-Tataren dienden de Misjaren de Russische tsaar in oorlogstijd als niet-reguliere cavalerie.

## Etnogenese
De etnogenese van de Misjaren vond plaats tussen de Wolga en Oka. De eerste vermeldingen zijn te vinden in de 11e-eeuwse Nestorkroniek.
Er zijn verschillende versies over de oorsprong en ontstaan van de Misjaren. In de 19e eeuw en aan het begin van de 20e eeuw domineerde de theorie van de Tatarisatie van een oorspronkelijk Wolga-Finse stam, waarschijnlijk de vroeg-middeleeuwse Mesjtsjera. Onder de Misjaren zelf overweegt de theorie van een afstamming van de Gouden Horde. 
Volgens oudere bronnen trokken talloze islamitische Misjaren na de vernietiging van het kanaat van Kazan naar het oosten, in het land van de Basjkieren. Van deze zouden ze zich slechts gering hebben onderscheiden, bedreven echter in sterkere mate akkerbouw. Aan het begin van de 20e eeuw werden in de gouvernementen Oefa en Orenburg ongeveer 100.000 Misjaren geteld.
Sinds 1926 werden de Misjaren in de volkstellingen niet langer afzonderlijk vermeld, maar samen met andere Tataarse subethniën (Siberische Tataren, Teptjaren, enz.) geteld als Tataren.

## De Misjaren als militaire stand
De Misjaren die zich in Basjkirostan vestigden werden, door de integratie van Basjkirië in het Russische Rijk die in de 18e eeuw werd ingezet, parallel met de Basjkierse aristocratie bevestigd in hun eigendom en voorrechten. De jasak moet hoger zijn geweest dan bij de Basjkieren, maar minder dan bij de andere niet-Russische volkeren van Basjkirië. Aan het einde van de 18e eeuw werden Misjaren en Basjkieren gevormd tot een militaire stand onder een militair bestuur. Dit maakte de Misjaren vergelijkbaar met de Russische Kozakken. Als lid van deze militaire stand vormden ze het niet-reguliere Basjkiers-Misjaars legioen, ook wel Basjkierse Kozakken genoemd, samen met Basjkieren, Teptjaren en Bobylen. Hun hoofdtaak was het beveiligen van de grenzen van Orenburg samen met de Orenburg- en Oeral-Kozakken.
Als onregelmatige cavalerie namen Misjaarse formaties deel aan de Napoleontische oorlogen. Ze werden meestal ingezet samen met Kozakken-eenheden. Tussen 1812 en 1814 werden twee Misjaarse Kozakkenregimenten opgezet.